# Route européenne du patrimoine industriel
La route européenne du patrimoine industriel (en anglais : European Route of Industrial Heritage, abrégé en ERIH) est un réseau d'infrastructures touristiques formant un itinéraire touristique ayant pour thème le patrimoine industriel européen.
Cette route a pour origine une initiative développée entre 2003 et 2008 par onze institutions et un partenaire, l'Union européenne.
L'ERIH est aujourd'hui géré par une association de droit allemand nommée ERIH-European Route of Industrial Heritage e.V. dont le siège est situé à Cologne et dont le maintien du réseau n'est pas le seul but. Les membres en l'échange de cotisations, ont le droit d'utiliser le symbole de la route une roue d'engrenage de 12 dents mais aussi de bénéficier d'une plus grande publicité.
Pour promouvoir ces membres, dont le nombre devient important, l'ERIH s'organise aussi en sous-routes thématiques et régionales.

## Caractéristiques

Au 9 mars 2018, l'organisation compte 1 333 sites patrimoniaux répartis dans 47 pays d'Europe. Parmi eux, 103 points d'ancrage forment le cœur de l'itinéraire virtuel de l'ERIH. Vingt-deux itinéraires régionaux permettent d'approfondir l'histoire industrielle de ces territoires. Chacun des sites est rattaché à l'une des dix-sept routes thématiques européennes qui présentent la diversité de l'histoire industrielle européenne et ses origines partagées.

### Points d'étapes

#### Allemagne

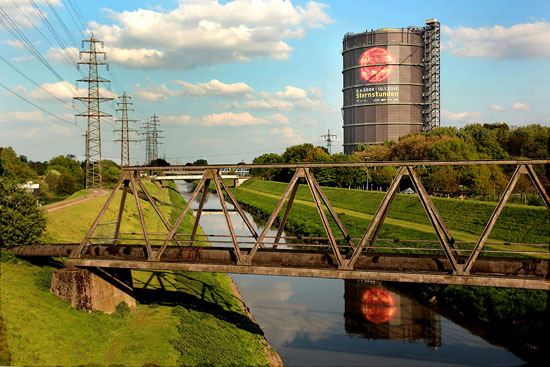
Gazomètre, Oberhausen.

- Usine Fagus (Alfeld an der Leine, Basse-Saxe)
- Musée du textile et de l'industrie (de) (Augsbourg, Bavière)
- Musée allemand des techniques (Berlin)
- Musée du textile (de) de Bocholt
- Musée saxon de l'industrie (de) de Chemnitz
- Musée Nordwolle (de) de Delmenhorst
- Mine de Zollern à Dortmund
- Parc paysager de Duisbourg Nord
- Complexe industriel de la mine de charbon de Zollverein à Essen
- Usine textile Müller d'Euskirchen
- Musée Zeppelin de Friedrichshafen
- Musée allemand de l'horlogerie de Furtwangen im Schwarzwald
- Mines de Rammelsberg à Goslar
- Ferropolis à Gräfenhainichen
- Musée du travail de Hambourg
- Musée industriel Henrichshütte (de) de Hattingen
- Musée de l'énergie (de) de Hoyerswerda
- Briqueterie (de) de Lage
- Pont convoyeur F60 de Lichterfeld-Schacksdorf
- Gazomètre d'Oberhausen
- Chantiers navals Meyer Werft de Papenbourg
- Musée historique du centre de recherches militaires de Peenemünde
- Musée-parc (de) de Rüdersdorf bei Berlin
- Manufacture de porcelaine de Rosenthal à Selb
- Musée de l'usine de moulage Hendrichs (de) de Solingen
- Usine sidérurgique de Völklingen
- Ascenseurs à bateaux d'Henrichenburg à Waltrop
- Parc de la briqueterie Mildenberg (de) de Zehdenick
- Musée de l'automobile August Horch (de) de Zwickau

#### Autriche

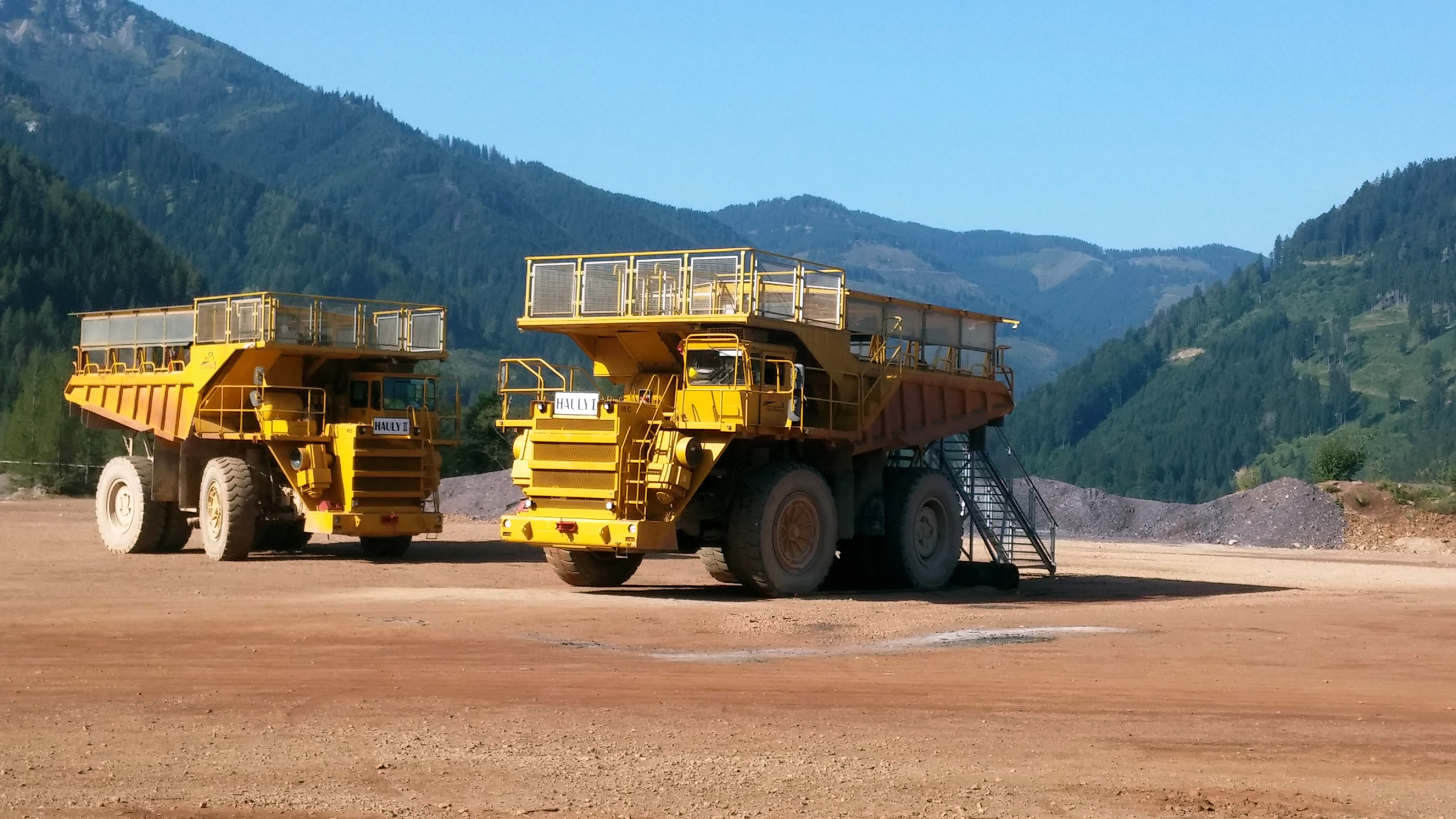
« Erzberg Adventure ».

- Montagne ferreuse de l'Erzberg

#### Belgique

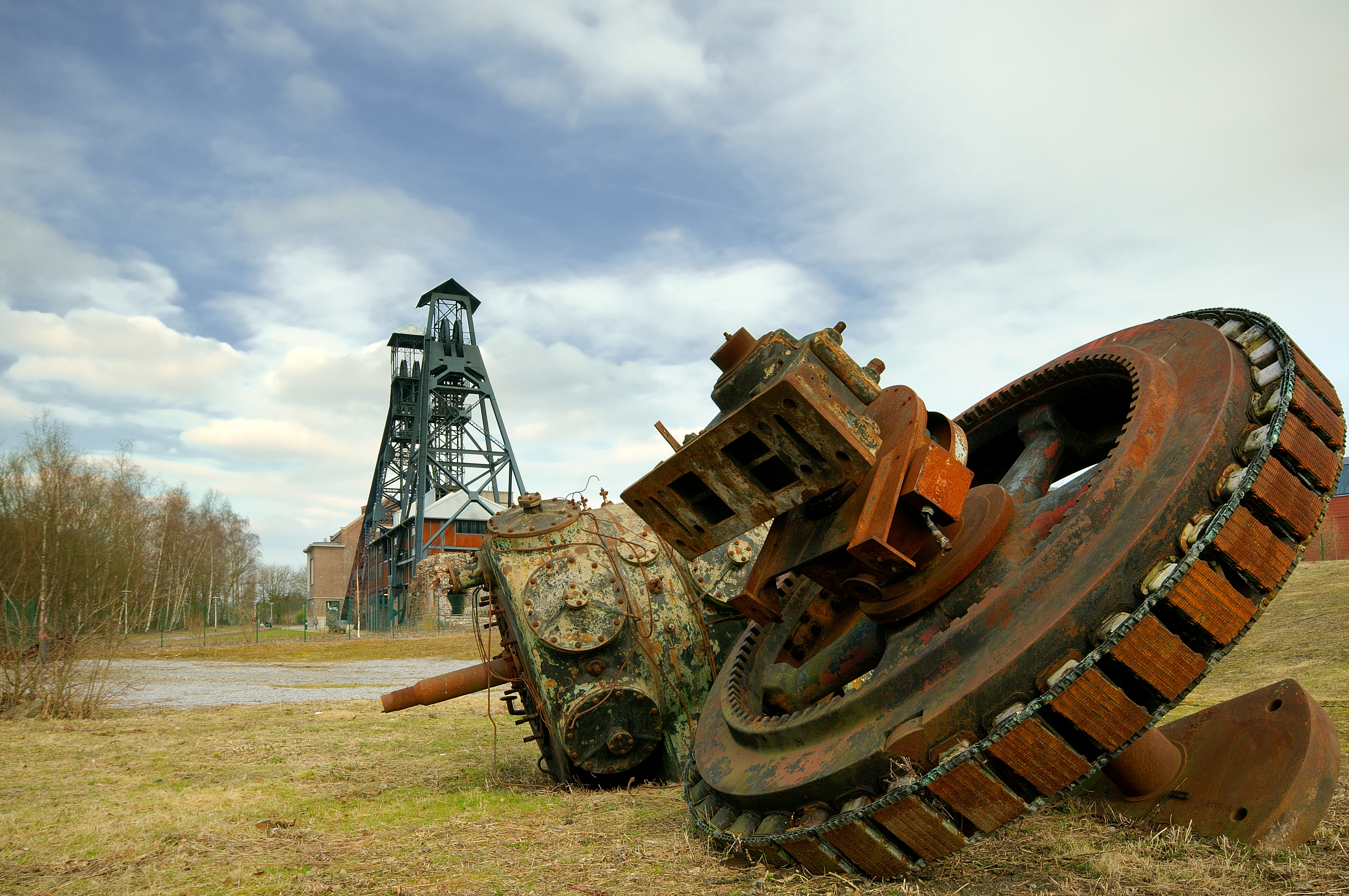
Bois du Cazier, Marcinelle.

- Musée flamand de la mine de Beringen
- Blegny-Mine
- Musée d'archéologie industrielle et du textile de Gand
- Charbonnage du Bois du Cazier à Marcinelle

#### Danemark

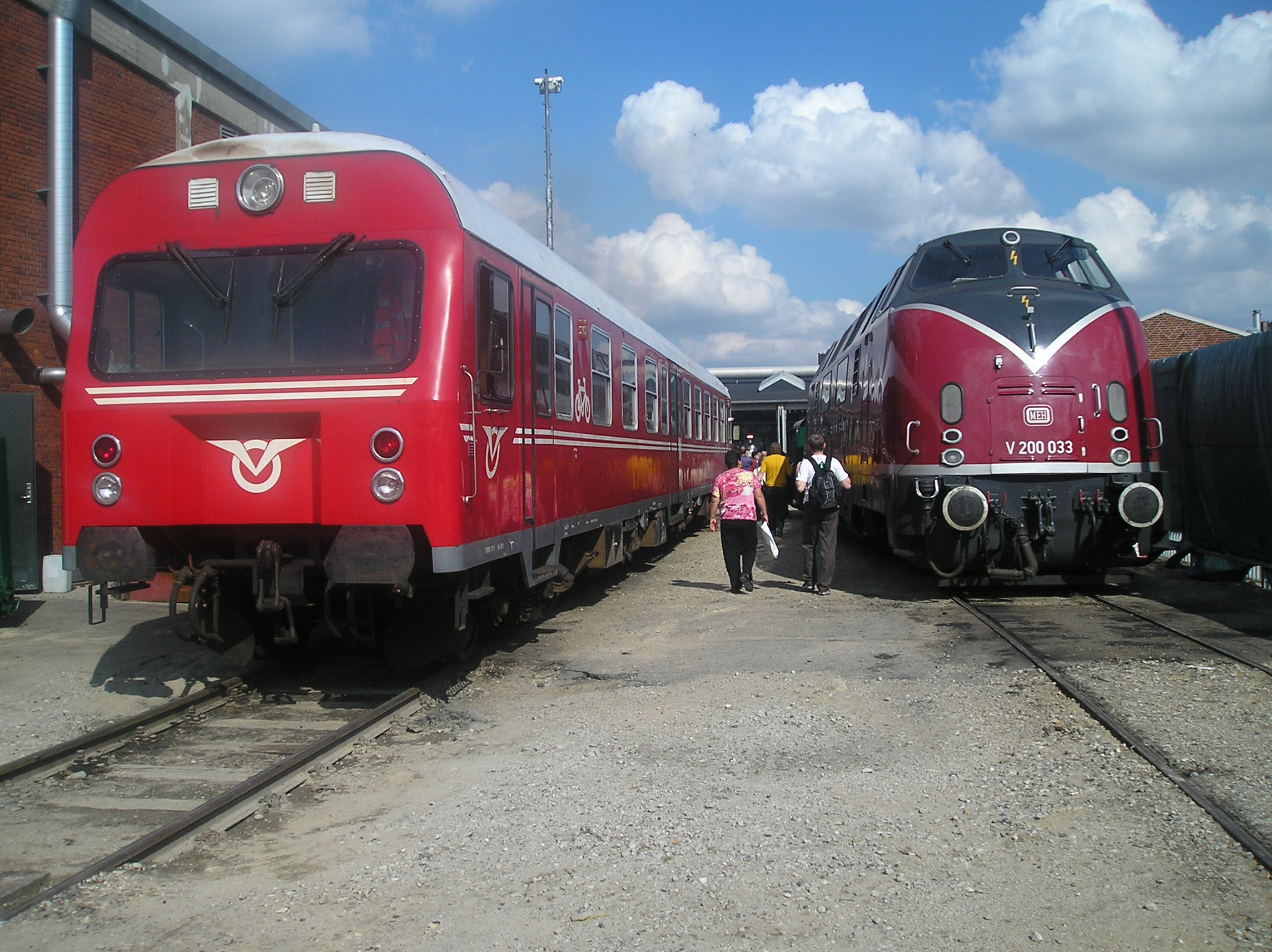
Musée ferroviaire danois, Odense.

- Musée ferroviaire danois (da) d'Odense

#### Espagne

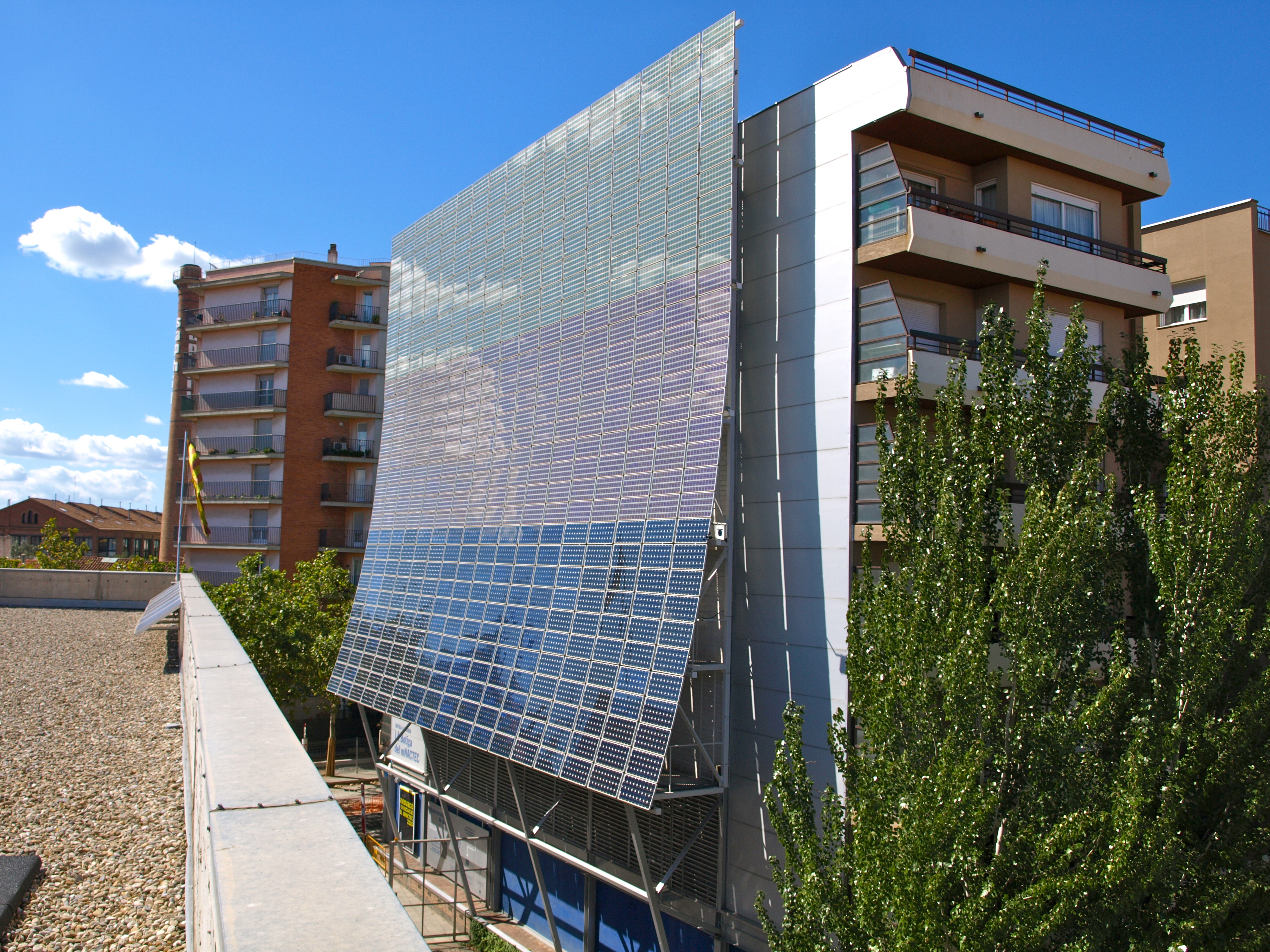
Musée des sciences et techniques de Catalogne, Terrassa.

- Musée Agbar de les Aigües (es) de Cornellà de Llobregat
- Casa Colón (es) de Huelva
- Musée des mines (es) d'Almadén
- Musée de la sidérurgie et des mines de Castille-et-León (es) de Sabero
- Musée de la mine et de l'industrie des Asturies (es) de San Martín del Rey Aurelio
- Musée ferroviaire des Asturies (es) de Gijón
- Musée des sciences et techniques de Catalogne de Terrassa

#### France

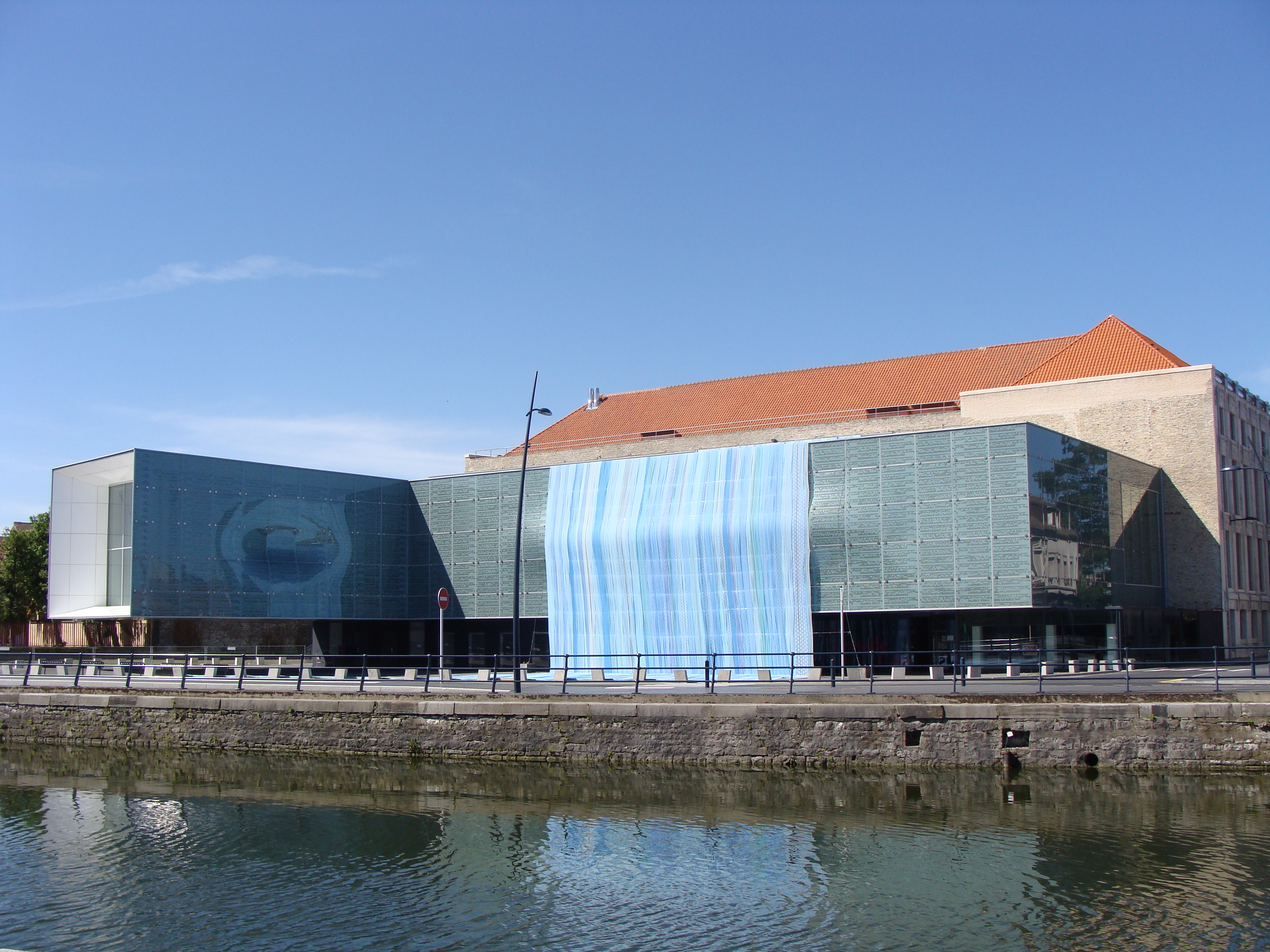
Cité internationale de la dentelle et de la mode, Calais.

- Cité internationale de la dentelle et de la mode de Calais
- Metallurgic Park de Dommartin-le-Franc
- Halle à charbon de Grossouvre
- Musée du carreau Wendel à Petite-Rosselle

#### Italie

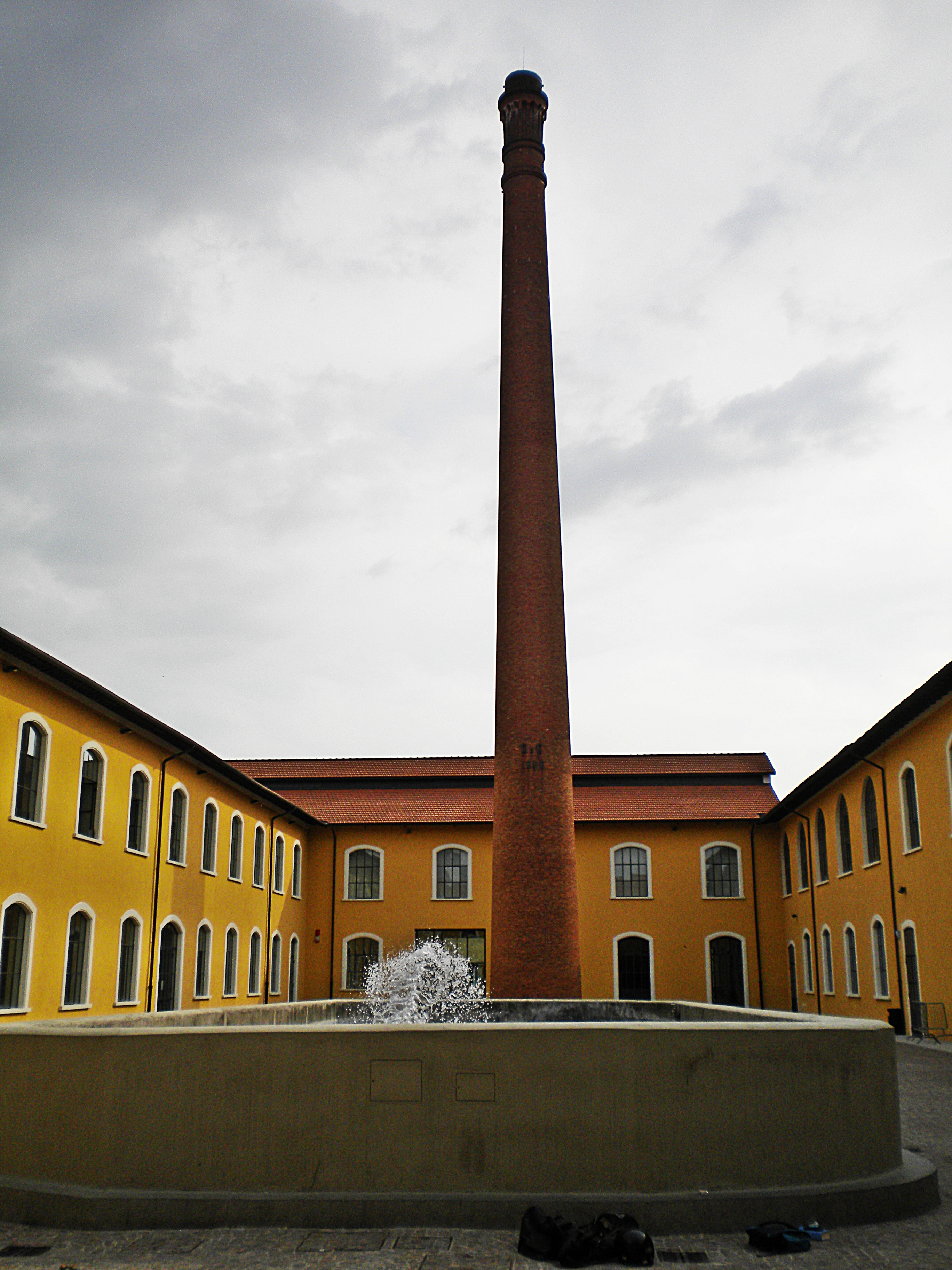
Musée du textile, Prato.

- Musée du patrimoine industriel (it) de Bologne
- Musée du charbon (it) de Carbonia
- Musée de l'hydroélectricité du Val Camonica (it) de Cedegolo
- Musée de la centrale hydroélectrique de Malnisio à Montereale Valcellina
- Musée du textile de Prato (it) à Prato
- Musée de l'art de la laine (it) de Pratovecchio Stia
- Musée de la distillerie Poli (it) de Schiavon

#### Luxembourg

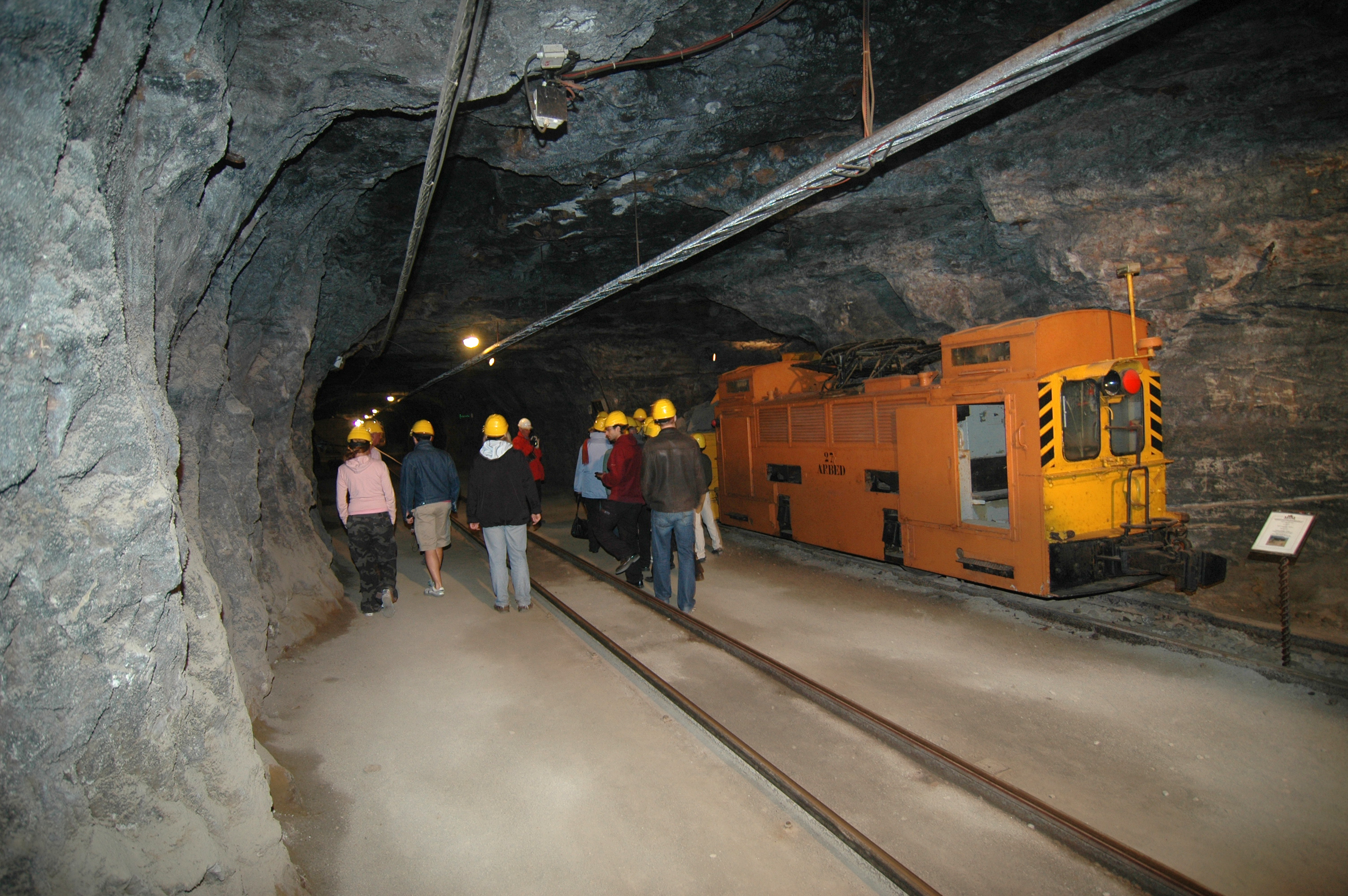
Musée national des mines, Rumelange.

- Musée national des mines de Rumelange

#### Norvège
- Musée du Nord (en) de Narvik

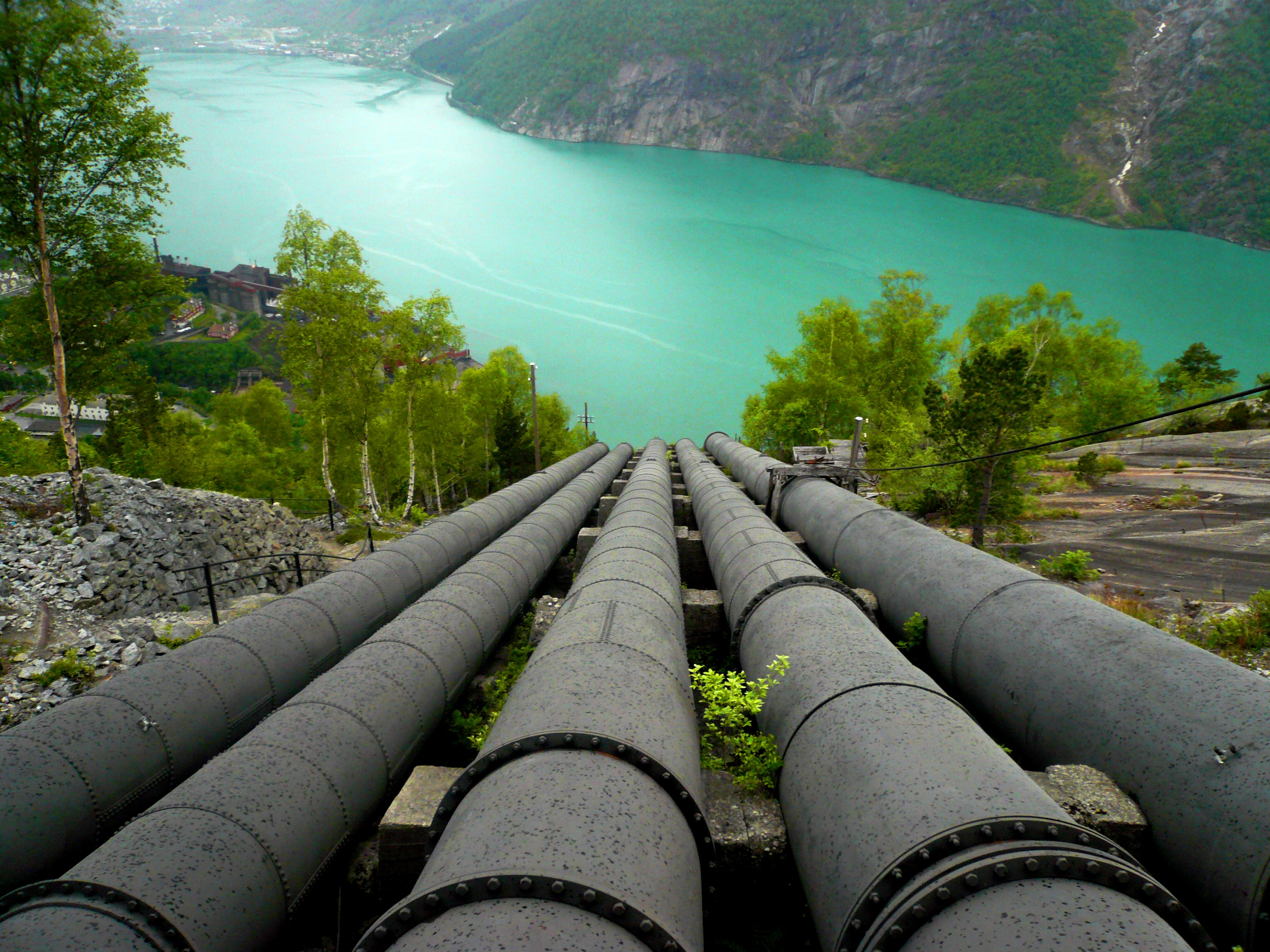
Centrale hydroélectrique de Tyssedal.

- Musée norvégien de la science, de la technologie, de l'industrie et de la médecine (no) d'Oslo
- Musée norvégien des travailleurs industriels (no) de Rjukan
- Musée norvégien du tissage (no) de Salhus
- Centrale hydroélectrique de Tyssedal

#### Pays-Bas
- Heineken Experience d'Amsterdam

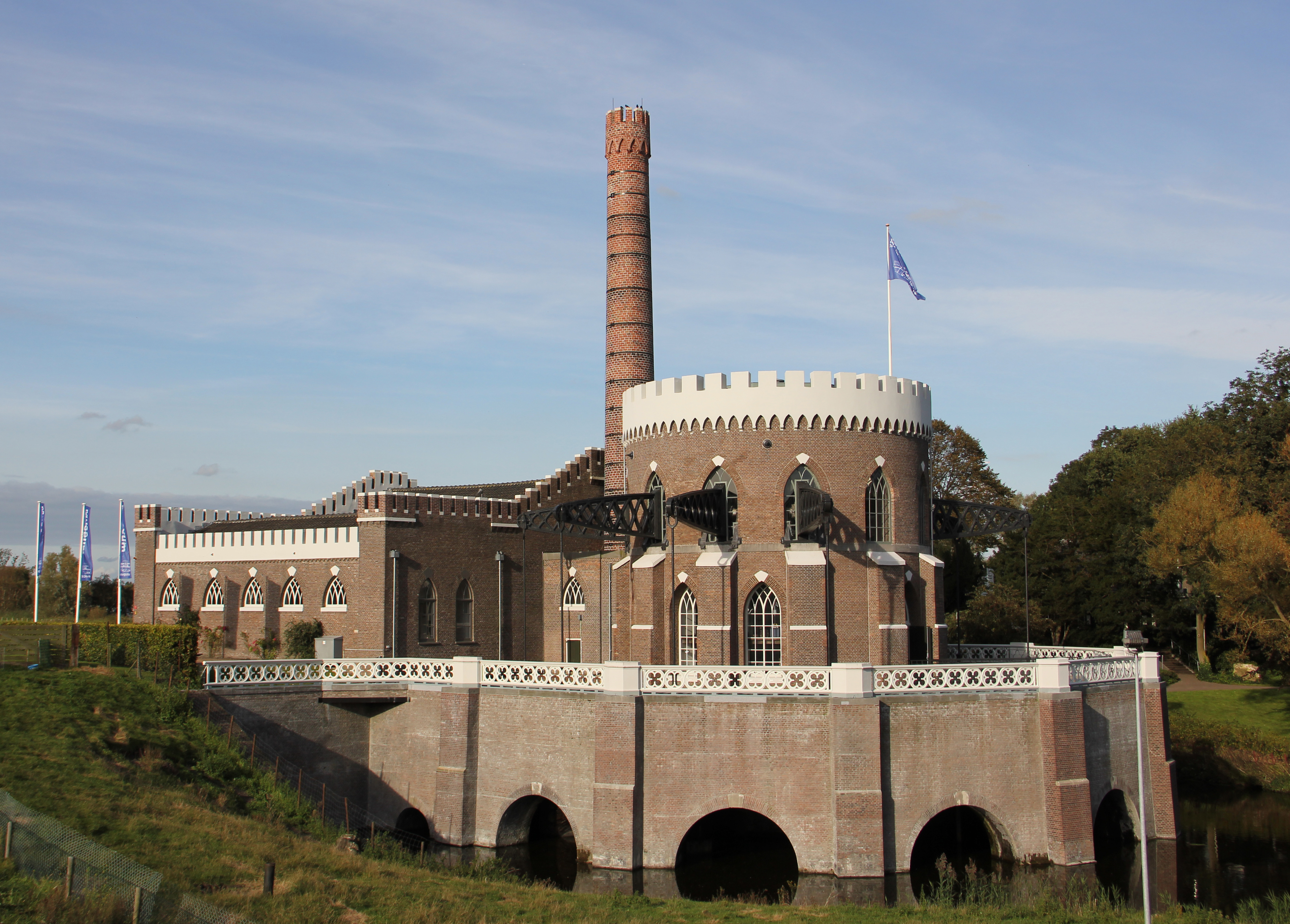
Musée De Cruquius, Haarlemmermeer.

- Station de pompage De Cruquius à Haarlemmermeer
- Chemin de fer touristique Hoorn–Medemblik à Hoorn
- Centre de découverte Continium (nl) de Kerkrade
- Station de pompage à vapeur de D.F. Wouda à Lemmer
- Musée de la vapeur (en) de Medemblik
- Centre culturel DRU (nl) d'Ulft
- Village historique de Zaanse Schans à Zaandam
- Briqueterie De Panoven (en) à Zevenaar

#### Pologne

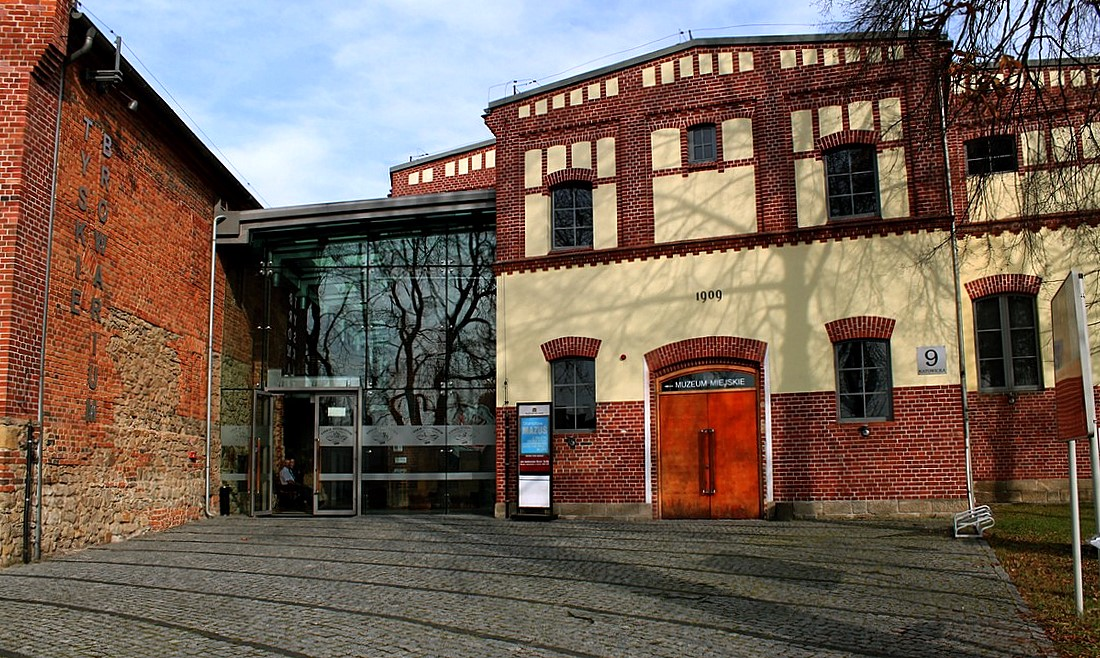
Musée brassicole, Tychy.

- Centre de technologie de guerre Exploseum du musée Leon Wyczolkowski (pl) de Bydgoszcz
- Centre Manufaktura de Łódź
- Mines d'argent de Tarnowskie Góry
- Musée brassicole Tyskie (pl) de Tychy
- Centre des Sciences et des Arts – la Vieille Mine de Wałbrzych
- Mine de Guido à Zabrze
- Musée de la brasserie Żywiec (pl) à Żywiec

#### Portugal

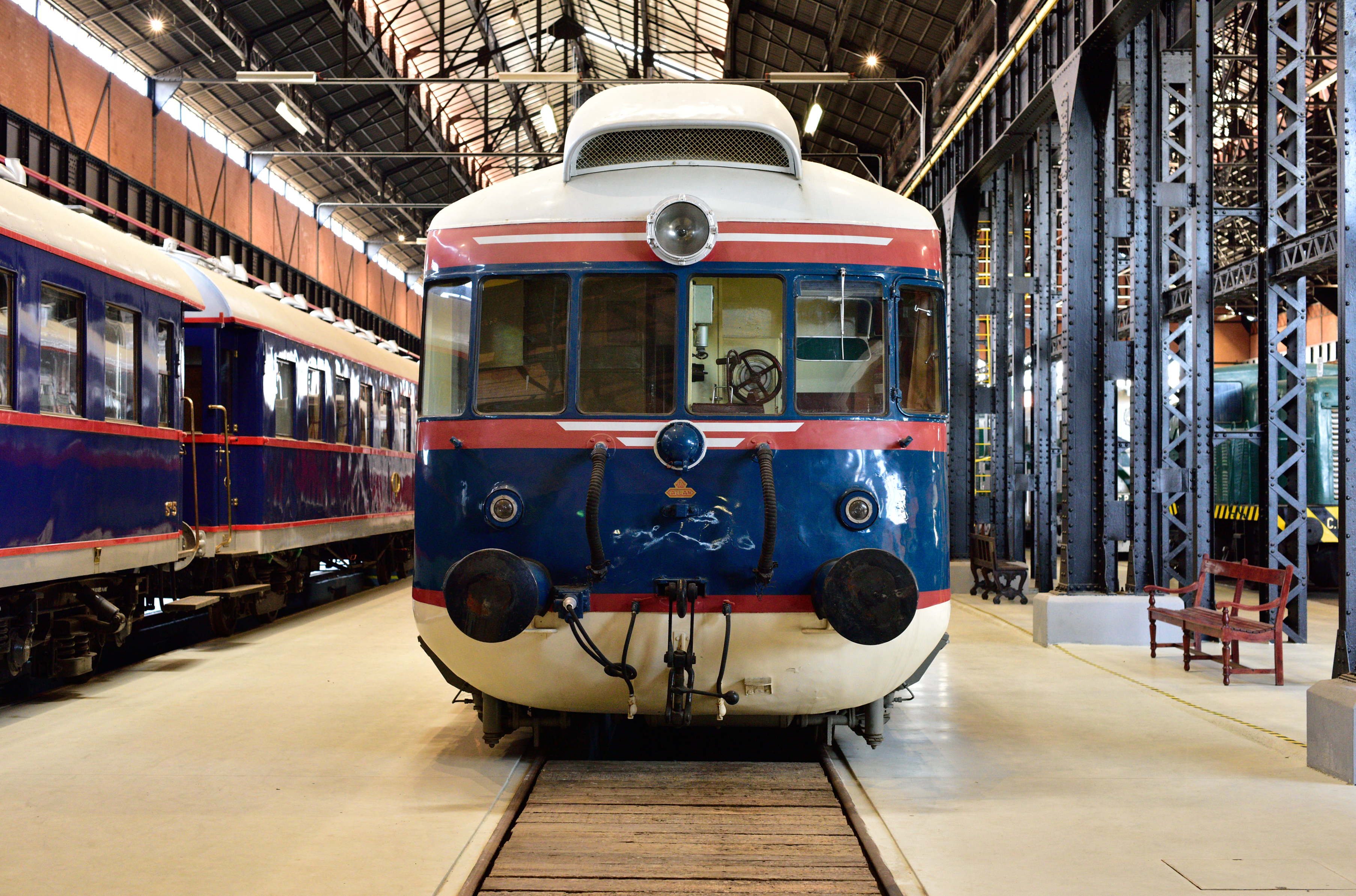
Musée ferroviaire national du Portugal, Entroncamento.

- Musée ferroviaire national (pt) d'Entroncamento
- Pôle touristique de São João da Madeira
- Musée ferroviaire (pt) de Lousado

#### République tchèque
- Zone industrielle de Vítkovice
- Mine de Michal (cs) à Ostrava

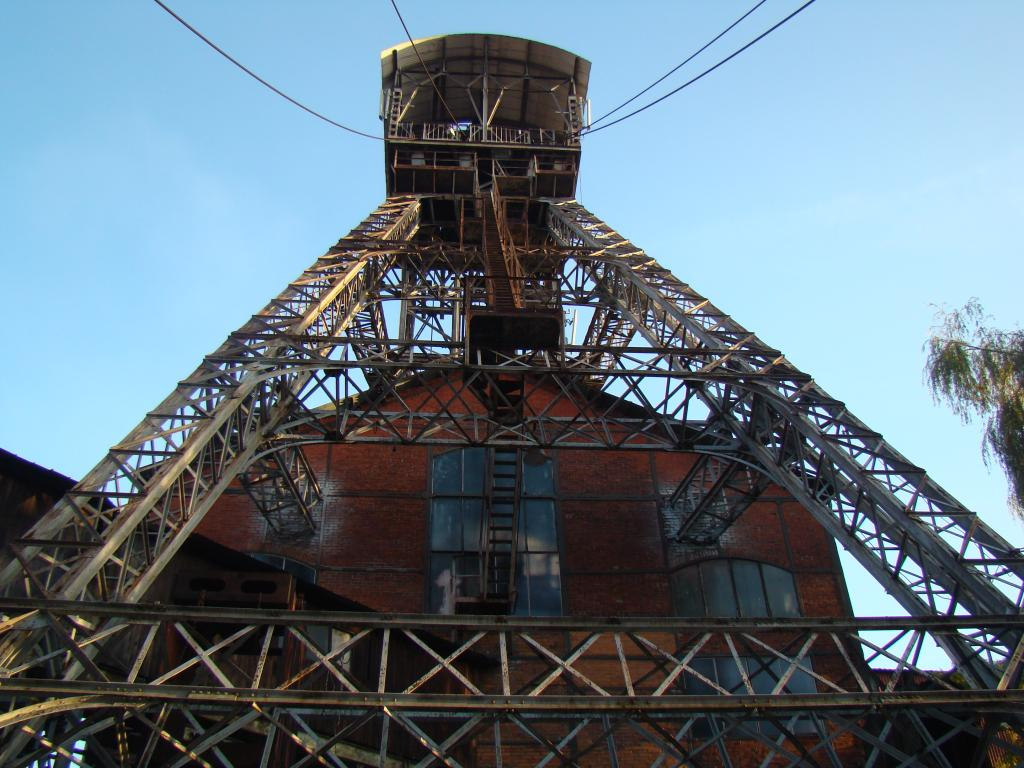
Mine de Michal, Ostrava.

- Brasserie Pilsner Urquell de Plzeň
- Station d'épuration de Bubeneč à Prague

#### Royaume-Uni

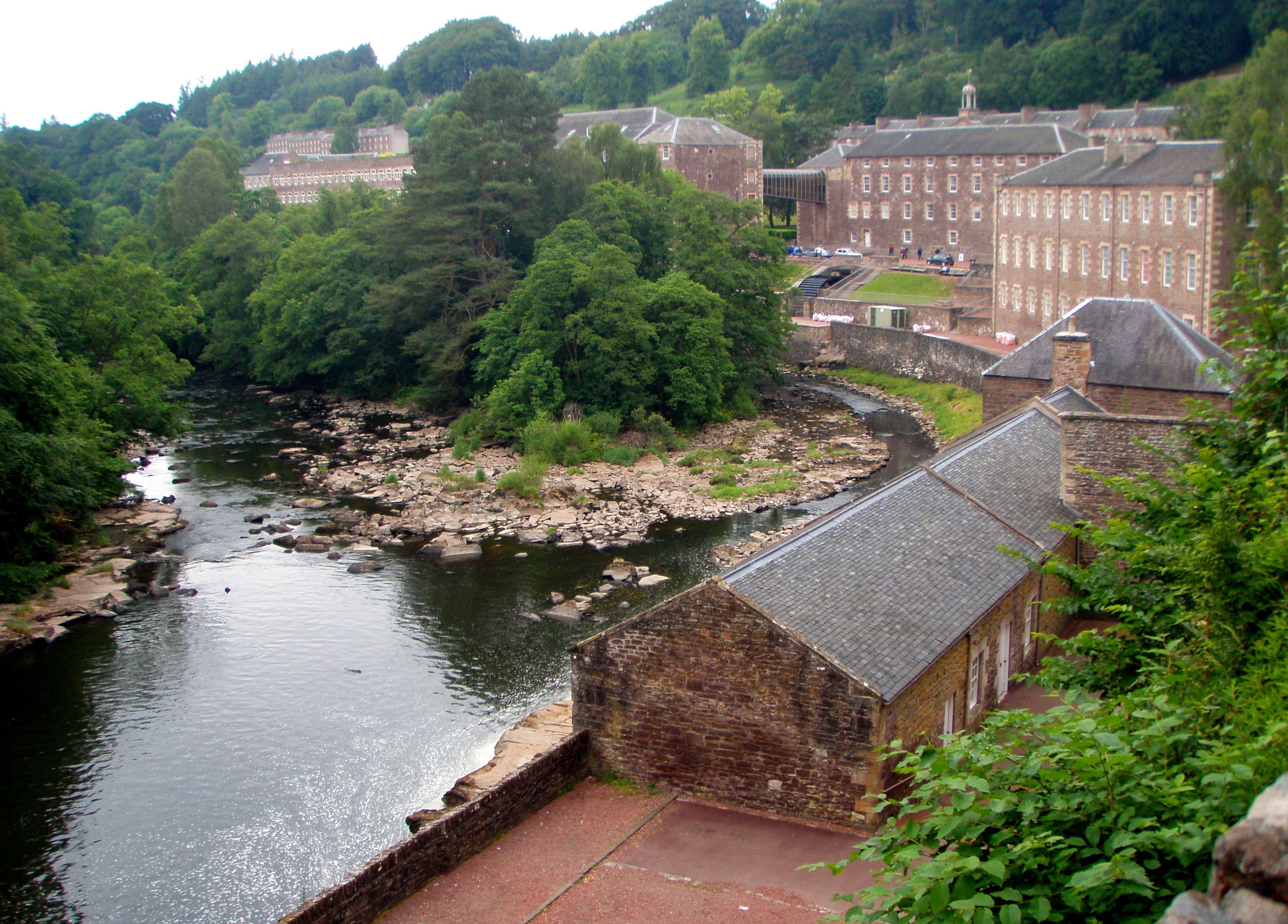
New Lanark.

- Centre du patrimoine (en) d'Elsecar
- Usine sidérurgique de Blaenavon
- Moulin de Cromford
- Écomusée du Black Country (en) de Dudley
- Musée écossais du jute (en) de Dundee
- Musée impérial de la guerre de Duxford
- Village industriel de New Lanark
- Mine d'étain de Geevor
- Musée national de l'ardoise (en) de Llanberis
- Musée de l'eau et de la vapeur (en) de Londres
- Salines Lion (en) de Northwich
- Moulin Stanley (en) de Perth
- Village industriel de Port Sunlight
- Kelham Island Museum de Sheffield
- National Waterfront Museum (en) de Swansea
- Musée national de la mine de charbon (en) de Wakefield
- Poudrerie royale de Waltham (en) à Waltham Abbey

#### Suède

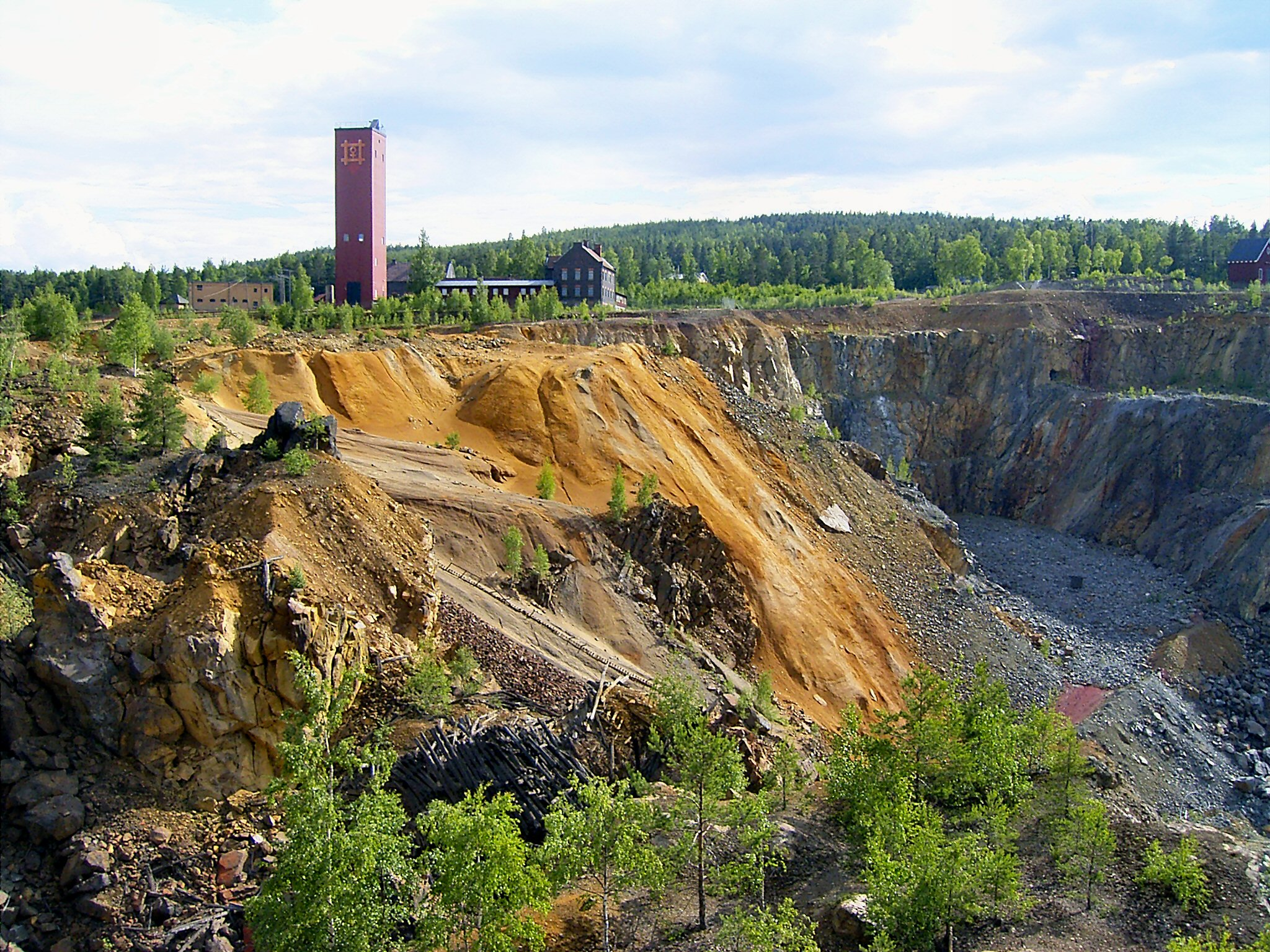
Mine de Falun, Falun.

- Grande montagne de cuivre de Falun
- Station radio de Grimeton
- Musée du travail (sv) de Norrköping

#### Turquie

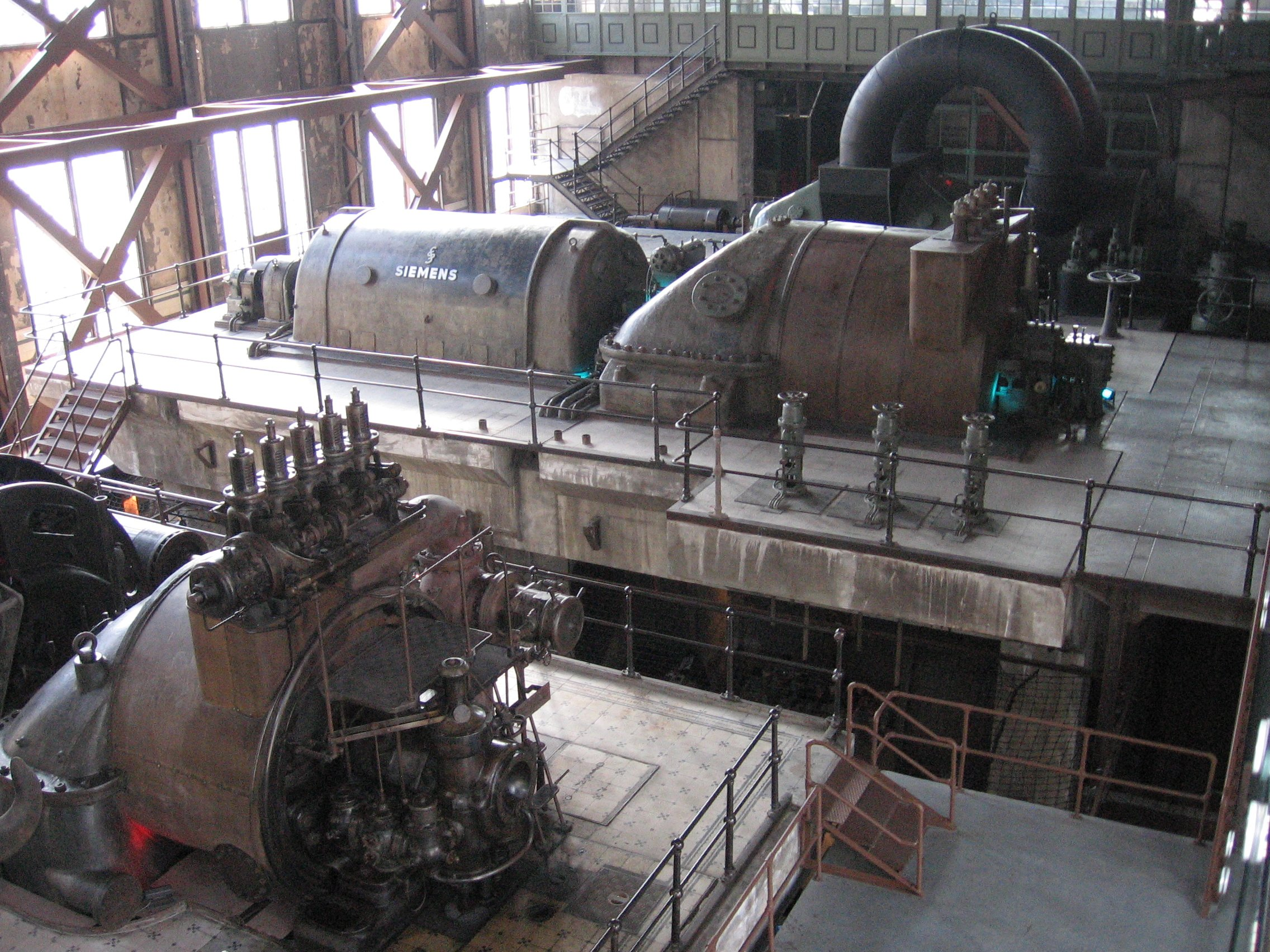
Centrale électrique de Santralİstanbul, Istanbul.

- Centrale électrique de Santralİstanbul (tr) à Istanbul

### Routes régionales
Les routes régionales couvrent des régions où le patrimoine industriel est présent. Elles relient des sites reconnus comme points d'ancrage et des sites d'intérêt secondaire. Leur liste en 2018 est la suivante :
| Route régionale                               | Pays concernés              |
| --------------------------------------------- | --------------------------- |
| Route de Berlin                               | Allemagne                   |
| Route de la Région métropolitaine de Hambourg | Allemagne                   |
| Route de la Hesse du nord                     | Allemagne                   |
| Route de Lusace                               | Allemagne                   |
| Route Rhin-Main                               | Allemagne                   |
| Route de la Ruhr                              | Allemagne                   |
| Route Saar-Lor-Lux                            | Allemagne France Luxembourg |
| Route de Saxe                                 | Allemagne                   |
| Route de Saxe-Anhalt                          | Allemagne                   |
| Route des Vallées industrielles               | Allemagne                   |
| Route de l'Euregio Meuse-Rhin                 | Allemagne Belgique Pays-Bas |
| Route du fer en Styrie                        | Autriche                    |
| Route de Catalogne                            | Espagne                     |
| Route de Hollande                             | Pays-Bas                    |
| Route de Silésie                              | Pologne                     |
| Route du sud du Pays de Galles                | Royaume-Uni                 |
| Route du Sud-Ouest du Yorkshire               | Royaume-Uni                 |

### Itinéraires thématiques européens
Treize itinéraires thématiques abordent différents paysages industriels européens :
Eau
Énergie
Fer et acier
Habitat et architecture
Industrie de guerre
Mines
Papier
Paysages industriels
Production
Sel
Secteur des services et loisirs
Textile
Transports et communication

## Développements futurs
La Route européenne du patrimoine industriel pourrait intégrer le réseau des Itinéraires culturels du Conseil de l'Europe, comme évoqué à la suite d'une réunion de travail entre des représentants du Conseil de l'Europe et de l'ERIH le 11 janvier 2018. Cette adhésion est effective en 2019.

## Critiques et faiblesses
En 2013, dans l'étude consacrée au tourisme culturel lié au patrimoine industriel en Europe commandée par la Commission du transport et du tourisme du Parlement européen à la Direction générale des politiques internes de l'Union, les auteurs mettent en lumière quatre problèmes auxquels l'ERIH est confrontée :
- des finances fragiles, du fait des cotisations peu nombreuses quoiqu'élevées ;
- la difficulté en termes de moyens humains et techniques d'intervenir sur l'ensemble du territoire européen ;
- la faible pénétration touristique de la thématique ;
- l'accessibilité limitée du sujet, à la fois sur les plans physique et intellectuel, pour le public[9].

L'historienne et ethnographe Margaret Manale a pointé les carences de l'ERIH dans la mise en valeur de la contribution des ouvriers de l'Usine sidérurgique de Völklingen, point d'ancrage historique, à l'effort de guerre de l'Allemagne nazie.